# لويز فينهايس
لويز أوغوستو فينهايس (بالبرتغالية: Luís Augusto Vinhaes‏) (10 ديسمبر 1896 - 3 أبريل 1960) مدرب كرة قدم برازيلي راحل.
تولى تدريب أندية ساو كريستوفاو، فلومينينسي (1929-1933) منتخب البرازيل (1931-1934) بانغو (1933-1934).
شارك مع منتخب البرازيل في بطولة كأس العالم 1934 في إيطاليا حيث خرج من الدور الثمن النهائي.

## وصلات خارجية
- لويز فينهايس على موقع Soccerway.com (الإنجليزية)
- لويز فينهايس على موقع عالم كرة القدم.نت (الإنجليزية)